# Coupe de France féminine de handball 1986-1987
Navigation
1985-1986 1989-1990
La coupe de France 1986-1987 est la 3e édition de la coupe de France féminine de handball.
Le Stade Français-Issy-les-Mlx, tenant du titre, conserve son titre aux dépens de l'ASPTT Metz.

## Résultats

### Finale
La finale, disputée le 13 juin 1987 dans la salle Colette Besson de Montfermeil devant 1000 spectateurs, a vu le Stade Français s’imposer 21 à 19 (10-10) face à l'ASPTT Metz :
- Stade Français : Sylvie Lagarrigue (7 dont 2 pén.), Aline Decayeux (6), Marie-Josée Cuny (5), Véronique Boutinaud (2), Beuve (1). Marie-Thérèse Bourasseau (GB)
- A.S.P.T.T. Metz : Maryline Miori (6 dont 2 pén.), Sylvie Apel-Muller (3), Corinne Zvunka (3), Aubertin (2), Isabelle Becker (2), Sophie Leick (2), Chantal Philippe (1).

## Vainqueur
| Vainqueur de la Coupe de France 1986-1987 Stade Français-Issy-les-Mlx 2e victoire |